# Louis Debierre
Louis Debierre (né le 18 juillet 1842 à Nantes et mort le 7 juin 1920 à Nantes) est un facteur d'orgues,.

## Biographie
Louis, François Debierre naît à Nantes le 18 juillet 1842 d'un père ébeniste. Par sa mère, Eudoxie, Aglaé Brunellière, Louis est le cousin de Charles Brunellière. Formé par son père, menuisier ébéniste, il travaille ensuite à Paris chez un facteur d'orgues, puis à la manufacture d'harmoniums Debain (place La Fayette à Paris). Il se marie à Nantes en 1868 et s'installe chaussée de la Madeleine. Les commandes affluent, il fait alors construire la « Manufacture », atelier spécialement conçu pour monter des orgues d'importance. Mais il se lance dans la réalisation d'orgues portatifs, le premier prototype est monté en 1871. En 1882, il dépose un brevet pour l'invention des tuyaux d'orgues à notes multiples. Il baptise son instrument « orgue portatif à tuyaux polyphones » et le vend dans le monde entier. Novateur, il dépose ensuite un brevet relatif au « remplacement de tous les organes mécaniques par des tubes ou des fils conducteurs de l'air comprimé ou de l'électricité ». Il vend son entreprise en 1919 à Georges Gloton, apprenti facteur d'orgues à Dijon, puis meurt l'année suivante. Il a construit près de 600 instruments tant en France qu'à l'étranger. L'entreprise, rebaptisée Gloton-Le Mintier, est transmise en 1947 à ses héritiers qui portent tous successivement les prénom et nom de Joseph Beuchet, le premier étant Joseph Beuchet (1904–1970), petit-fils de Louis Debierre. La maison prend alors le nom de Beuchet-Debierre.

## Réalisations

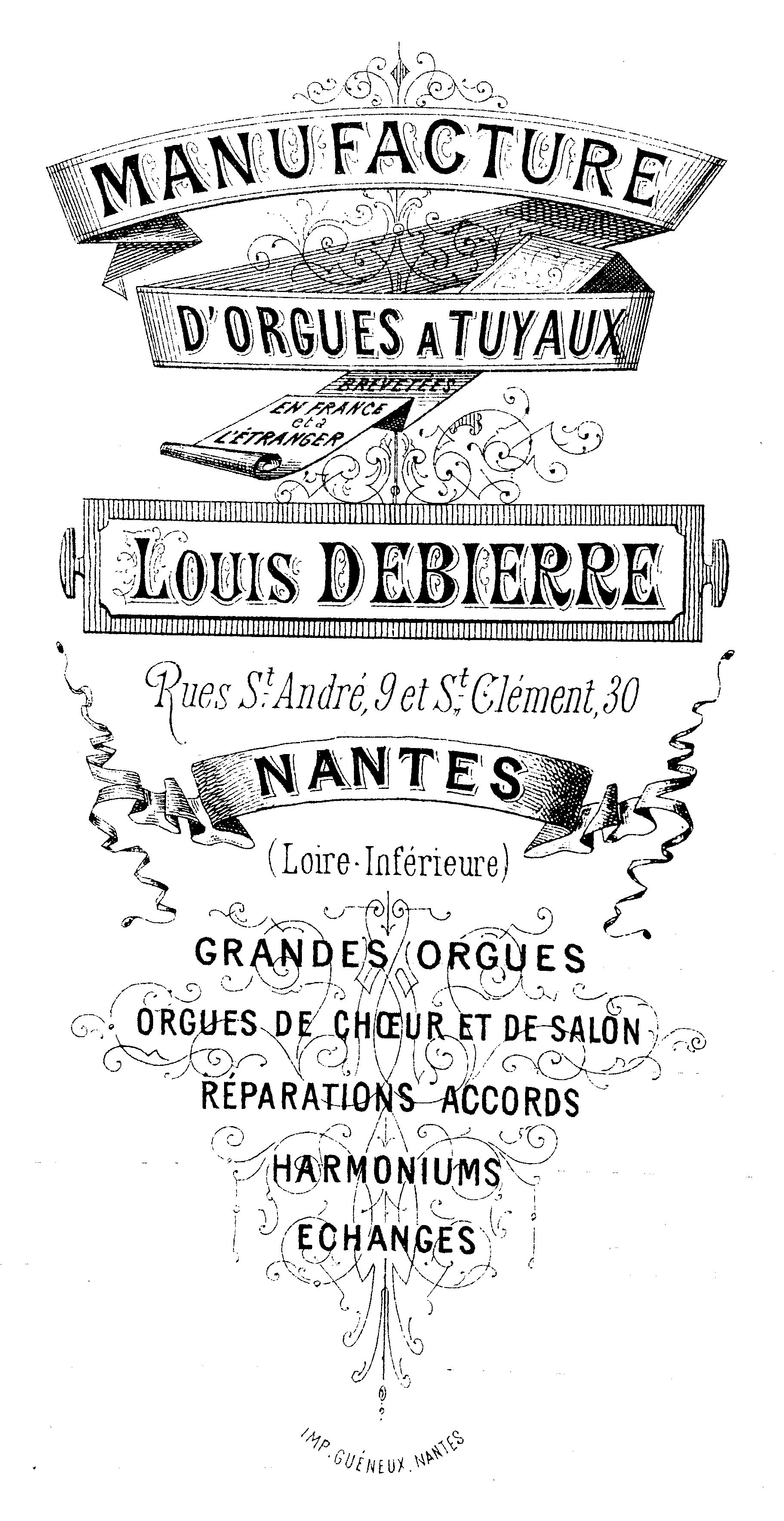
Papier à entête du facteur d'orgues Louis Debierre.

- 1863, église Notre-Dame-de-Toutes-Joies de Nantes : premier instrument construit par Louis Debierre, 18 jeux répartis sur un clavier de 54 notes, un clavier de 37 notes et pédalier de 27 notes ;
- 1868, chapelle du lycée Saint-Sauveur de Redon : grand orgue de 11 jeux, réceptionné le 6 février 1868[5] ;
- 1877, cathédrale Saint-Samson de Dol-de-Bretagne, Grand orgue de 26 jeux (dont 2 offerts par Louis Debierre) sur 2 claviers et pédalier, avec réutilisation de l'ancien buffet du XVIIe siècle ;
- 1878, église Saint-Pierre de Baud de Baud : l'orgue a été acheté en 1879 et fut placé dans l'ancienne église paroissiale, derrière le maître autel. En 1929, pour le placer dans la nouvelle église, le buffet est divisé en 2 par Gloton. Il est restauré en 1990 par M. Thibaut. Il se compose actuellement de 9 jeux, 2 claviers de 56 notes et un pédalier de 30 notes ;
- 1884, abbaye de Montivilliers : orgue symphonique, l'instrument possède trois claviers de 56 notes et un pédalier de 30 notes. Reconstruit une première fois par Louis Debierre, l'instrument est détruit dans un incendie en 1886 et reconstruit à nouveau par Debierre en 1892. Un récital est donné pour le centenaire de cet instrument le 27 septembre 1992 par Pierre Pincemaille[6].
- 1889, basilique Notre-Dame-de-l'Assomption de La Guerche-de-Bretagne : orgue doté de 18 jeux répartis sur deux claviers manuels et pédalier. Inauguré par Camille Saint-Saëns le 3 avril 1889, il occupe le fond de l'abside, entre les deux rangées de stalles. Le buffet néo-renaissance et la partie instrumentale ont été classés au titre des monuments historiques, le 14 avril 2005 ;
- 1891, église Notre-Dame-de-Bon-Port de Nantes : Grand orgue symphonique de 35 jeux, répartis sur trois claviers de 56 notes et pédalier de 30 notes. Instrument agrandi et porté à 43 jeux réels par Gloton en 1929 puis par Renaud en 1981 ;
- 1893, cathédrale Saint-Vincent de Saint-Malo : N°156/139, 3 claviers/pédalier, 40 jeux. Orgue totalement détruit lors des bombardements américains en 1944 ;
- 1894, basilique Saint-Sauveur de Rennes : orgue de chœur symphonique avec un Grand orgue et un Récit expressif de 56 notes chacun et un pédalier de 30 notes. Il s'agit du premier orgue rennais à traction électrique. L'orgue est remanié par Merklin et Yves Sévère ; l'un d'eux remplace la transmission électrique par une traction pneumatique[7] ;
- 1901 : Grandes orgues de l'abbatiale Saint-Sauveur de Redon[8] ;
- 1914, église Saint-Pierre de Saint-Julien-du-Sault : orgue de chœur à tuyaux polyphones, il possède huit jeux et un clavier unique, alimenté à l'origine en air par deux pédales ou manuellement, il a été équipé d'une soufflerie électrique à turbine ;
- 1914, église Saint-Hilaire de Niort : ce nouvel orgue compte 17 jeux sur deux claviers manuels et un pédalier.
- 1921, cathédrale Notre-Dame de Guadeloupe à Basse-Terre, polyphone.